# Iulus cornutus
Iulus cornutus är en mångfotingart som beskrevs av Voges 1878. Iulus cornutus ingår i släktet Iulus och familjen kejsardubbelfotingar. Inga underarter finns listade i Catalogue of Life.